# Zwiozdnaja (obwód witebski)
Zwiozdnaja (biał. Звёздная; ros. Звёздная, Zwiozdnaja) – wieś na Białorusi, w obwodzie witebskim, w rejonie orszańskim, w sielsowiecie Babiniczy, nad Dnieprem.
Znajduje się tu Państwowa Instytucja Opieki Społecznej „Babinicki Psychoneurologiczny Internat dla Osób Starszych i Niepełnosprawnych”.